# Flamen

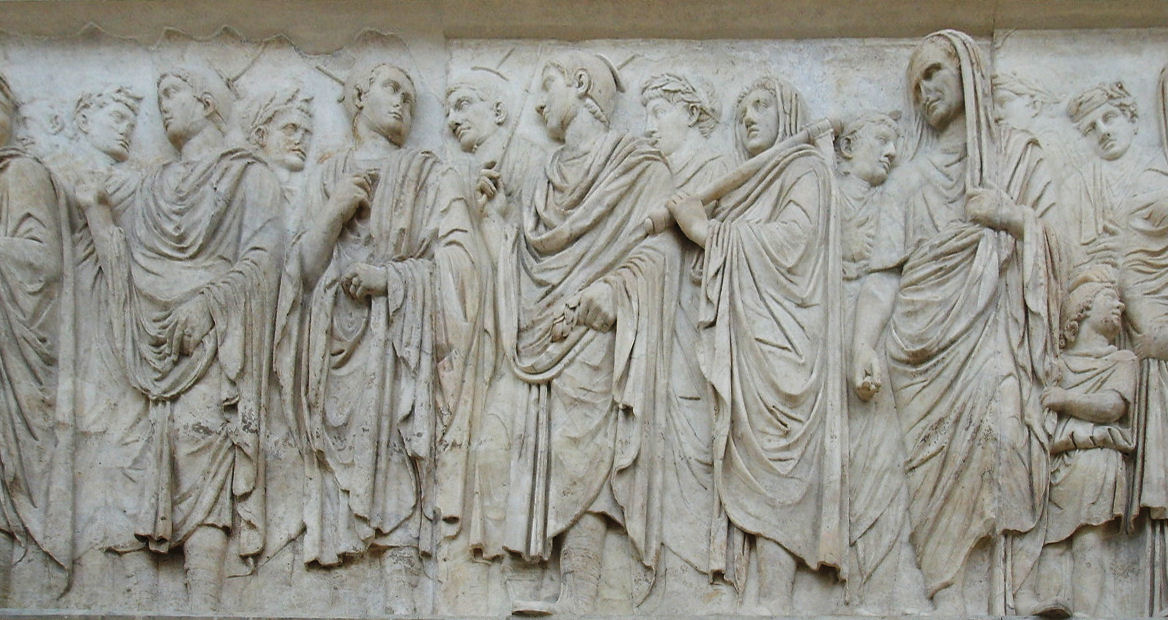
Flaminové na reliéfu na Oltáři míru

Flaminové (latinsky singulár flamen, plurál flamines) byli ve starověkém římském náboženství kněží zasvěcení jednomu z patnácti božstev s oficiálním kultem v římské republice. Nejvýznamnější z nich byly tři flamines maiores, „hlavní kněží“, sloužící Jupiterovi, Martovi a Quirinovi. Zbylých dvanáct flamines minores, „nižších kněží“, sloužilo méně významným božstvům, jejichž funkce byla už na počátku římského císařství zpravidla nejasná a u dvou z nich nebylo známo ani jejich jméno. Při vzniku císařství získal svého flamena také zbožštělý imperátor.
Patnáct republikánských flaminů tvořilo společně s pontifiky, rexem sacrorum a vestálkami sbor Collegium Pontificum, který zajišťoval chod římského státního náboženství. V případě, že byl úřad flamena uvolněn, mohl jeho místo dočasně zaujmout některý z pontifiků, úřad Jupiterova flamena však mohl obsadit pouze pontifex maximus.
Podle George Dumézila a Jaana Puhvela představují božstva, kterým sloužili flamines maiores, takzvanou archaickou triádu představující tři indoevropské funkce: svrchovanost, válku a plodnost.

## Etymologie
Výraz flamen nemá obecně přijímanou etymologii, nejčastěji je však odvozován z praindoevropského *bhlah2 („volat, vzývat”), které se nejspíše ozývá i v pragermánském *blōte/a- („uctívat, ctít“), z kterého je například severské blót („krvavá oběť“), a v chetitském palaḫḫ („volat o pomoc, vzývat“). Se severským slovem blót spojuje výraz i James Mallory a Douglas Adams, obojí však odvozují od praindoevropského *bhel („mohutnět, přibývat“), ve smyslu posilování skrze oběť. V minulosti bylo slovo flamen spojováno také se sanskrtským bráhman, což je označení pro příslušníka jednoho druhů z kněží, to se však zdá z fonologických důvodů nemožné. Michael Weiss připouští, že spojitost mezi slovy flamen a bráhmán je možná, ač předpokládá nedoložené slovní kořeny, ale taktéž navrhuje slovo bráhman spojit spíše s galským brictom („magická formule“), severským bragr („básnictví, básnický talent“) a latinským fōrma („podoba, vzhled, vzor, plán“).

## Flamines maiores
Tři hlavní flaminové museli pocházet z vrstvy patricijů:
- Flamen Dialis – společně se svou manželkou flaminicou dialis dohlížel na kult Jupitera
- Flamen Martialis – dohlížel na kult Marta
- Flamen Quirinalis – dohlížel na kult Quirina

## Flamines minores
Dvanáct menších flaminů mohlo být plebejci. Funkce a význam božstev, kterým sloužili, je často nejasný, u dvou z nich nejsou známa ani jména.
- Flamen Carmentalis – Carmentis
- Flamen Cerialis – Ceres
- Flamen Falacer – Falacer
- Flamen Floralis – Flora
- Flamen Furrinalis – Furrina
- Flamen Palatualis – Palatua
- Flamen Pomonalis – Pomona
- Flamen Portunalis – Portunus
- Flamen Volcanalis – Vulcanus
- Flamen Volturnalis – Volturnus